# Плятт Ростислав Янович
Плятт Ростислав Янович (30 листопада (13 грудня) 1908 — 30 червня 1989) — радянський російський актор театру і кіно, майстер художнього слова (читець). Народний артист СРСР (1961). Лауреат Державної премії СРСР (1982). Герой Соціалістичної Праці (1989).

## Життєпис
Народ. 30 листопада (13 грудня) 1908 р. У 1926 році вступив в драматичну студію Моспрофобра під керівництвом Юрія Завадського, рік по тому реорганізовану в Театр-студію, де грав до 1936 року. Потім разом з усією трупою переїхав до Ростова-на-Дону для роботи в Театрі драми ім. М. Горького.
У 1938—1941 рр. служив у Театрі імені Ленінського комсомолу.
У 1943 році перейшов в Театр імені Моссовета, де служив до кінця своїх днів.
З 1939 року почав працювати в кіно. Грав у фільмах: «Мрія», «Слон і мотузочка», «Першокласниця», «Весна», «Сімнадцять миттєвостей весни» та ін., в українській кінокартині «Вітер зі сходу» (1940, управитель).
Працював на дубляжі фільмів, озвучуванні мультфільмів.
Член Спілки кінематографістів СРСР і Спілки театральних діячів Російської Федерації.
Помер 30 червня 1989 р. Похований на Новодівочому кладовищі в Москві.

## Нагороди
- Герой Соціалістичної Праці
- Два ордени Леніна, Трудового Червоного Прапора
- Ордени Жовтневої Революції, Дружби народів, "Знак Пошани"
- Медалі "За доблесну працю в Великій ВІтчизняній війні 1941 - 1945 рр.", "Ветеран праці",«В пам'ять 800-річчя Москви».
- Почесні звання: народний артист СРСР, народний артист РРФСР, заслужений артист РРФСР

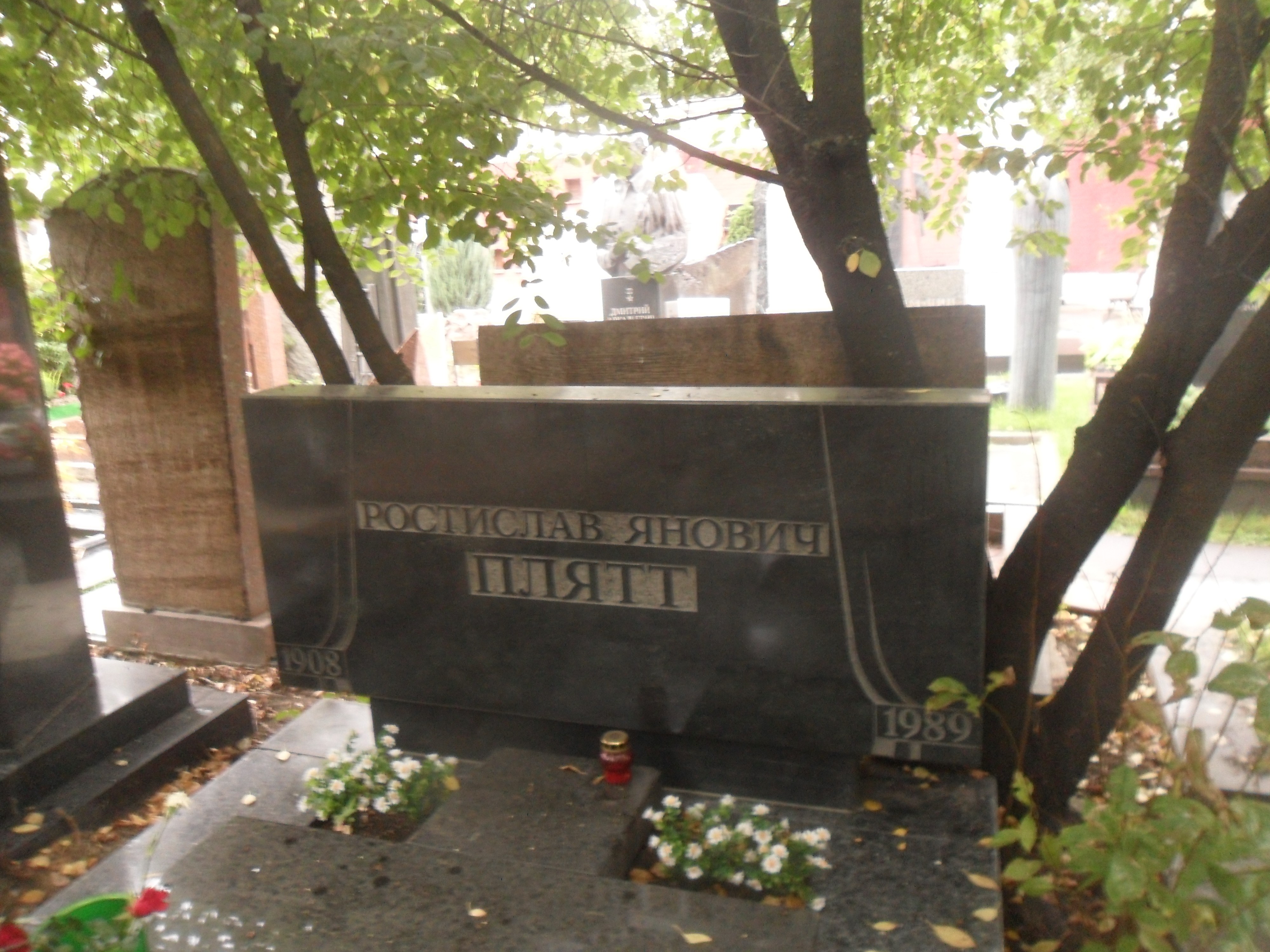
Могила артиста Ростислава Плятта

- Державна премія СРСР

## Фільмографія
- «Ленін в 1918 році» (1939, военспец (у первісній версії, немає в титрах)
- «Підкидьок» (1939, холостяк)
- «Вітер зі сходу» (1940, управитель)
- «Мрія» (1941, Янек, візник)
- «Хлопець з тайги» (1941, Васька Щербак)
- «Серця чотирьох» (1941, професор літератури)
- «Зоя» (1944, німецький солдат)
- «Тапер» (1944, короткометражний, тапер Рубльов)
- «Слон і мотузочок» (1945, сусід)
- «Крейсер „Варяг“» (1946, Бейлі, командир англійського крейсера)
- «Світло над Росією» (1947, оптиміст)
- «Сільська вчителька» (1947, голова екзаменаційної комісії в чоловічій гімназії)
- «Весна» (1947, Василь Григорович Бубенцов)
- «Першокласниця» (1948, ботанік)
- «Дорогоцінні зерна» (1948, Ілля Михайлович Грач, складач)
- «Сталінградська битва» (1949, генерал Герман Гот)
- «Жуковський» (1950, журналіст)
- «Змова приречених» (1950, генерал Бравура, командувач Південно-Західної прикордонної зони)
- «Сріблястий пил» (1953, МакКеннеді, генерал)
- «Вбивство на вулиці Данте» (1956, Грін)
- «Божевільний день» (1956, Дудкін)
- «Жених з того світу» (1958, Семен Данилович Пєтухов)
- «Сміливі люди» (1959, фон Швальбе, німецький офіцер)
- «Беззахисне створіння» (1960, короткометражний, Кістунов)

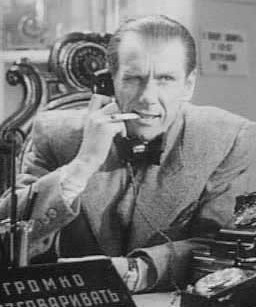
Ростислав Плятт в ролі Василя Григоровича Бубенцова у фільмі «Весна» (1947)

- «Цілком серйозно» (1961, новела «Історія з пиріжками», Філонов, покупець)
- «Орлиний острів» (1961, Олександр Георгійович Ветешану, археолог)
- «Ділові люди» (1962, новела «Рідні душі», господар квартири)
- «Колеги» (1962, Дампфер)
- «Монета» (1962, Том Бреккет, диспетчер гаража)
- «Короткі історії» (1963, оповідач)
- «Легке життя» (1964, Володимир Гаврилович Муромцев, чоловік Василини)
- «Москва — Генуя» (1964, Меньє)
- «Відплата» (1964, фільм-спектакль, Ямінг)
- «Дорога до моря» (1965, інженер-капітан 1-го рангу)
- «Іду на грозу» (1965, професор Данкевич)
- «Колекція Капи» (1966, фільм-спектакль, лектор)
- «Друга особа» (1966, фільм-спектакль)
- «Гендель і гангстери» (1967, фільм-спектакль)
- «Помилка резидента» (1968, Микола Миколайович Казін)
- «Доля резидента» (1970, валютник і агент західної розвідки, Микола Миколайович Казін)
- «Все королівське військо» (1971, суддя Ірвін)
- «Сімнадцять миттєвостей весни» (1973, пастор Фріц Шлаг)
- «Аварія» (1974, прокурор Курт Цорн)
- «Ольга Сергіївна» (1975, професор Нікіфоров)
- «Далі — тиша...» (1978, Барклей Купер)
- «Однофамілець» (1978, Олексій Володимирович Лаптєв, учений)
- «Активна зона» (1979)
- «Таємниця Едвіна Друда» (1980, фільм-спектакль, містер Грюджіус, опікун Рози Буттон)
- «На Гранатових островах» (1981, Пітер Калишер, співробітник ЦРУ)
- «Післямова» (1983, Олексій Борисович)
- «Такий дивний вечір у вузькому сімейному колі» (1985, фільм-спектакль, Карел Жампах)
- «Візит до Мінотавра» (1987, майстер Ніколо Аматі) та ін.

Озвучування:
- «Коли запалюються ялинки» (1950, мультфільм, Вовк)
- «Фанфан-тюльпан» (1952)
- «Фарбований лис» (1953, мультфільм, Вовк)
- «Стріла відлітає в казку» (1954, мультфільм, Вовк)
- «Козел-музикант»» (1954, мультфільм, Вовк)
- «Трубка і ведмідь» (1955, мультфільм, Вовк)
- «Сніговик-поштовик» (1955, мультфільм, Вовк)
- «Лісова історія» (1956, мультфільм, Вовк)
- «Слово мають ляльки» (1957, мультфільм, від автора)
- «Хочу бути відважним» (1963, мультфільм, лікар)
- «Жабка-мандрівниця» (1965, мультфільм, від автора)
- «Букет» (1966, мультфільм, від автора)
- «Головний Зоряний» (1966, мультфільм, астрофізик)
- «12 стільців» (1971, від автора)
- «Як левеня і черепаха співали пісню» (1974, мультфільм, ведучий)
- «Повернення високого блондина» (1974, Міністр — роль Жана Буїза)
- «Ключі від раю» (1975, Яків Антонович Бельський)
- «Тримай у полі зору» (1975, директор банку — роль Жана Мартена)
- «Таємниця запічного цвіркуна» (1977, мультфільм, від автора)
- «Аліса у Дивокраї» (1981, мультфільм, від автора)
- «Аліса в Задзеркаллі)» (1982, мультфільм, від автора)
- «Кам'яні музиканти» (1986, мультфільм, від автора) та багато інших...